# Caherdooneerish
Caherdooneerish (auch Caheradoon, irisch Cathair Dhún Iorais, Cathair an Dúin), 200 m über dem Black Head (schwarzer Kopf, irisch Ceann Boirne) an der Galway Bay im Townland Doonmacfelim (Dún Mhic Fheidhlim) im County Clare in Irland, ist der Legende nach das Steinfort von Irghuis, einem legendären Firbolg-Chef. Der Name der Festung lautet nicht wie O’Donovan und O’Curry im Jahr 1839 verlauten ließen „Caherdoonfergus“, denn die Einheimischen des Burren sagen, dass der Name Fergus hier nicht vorkommt. Caher ist die anglisierte Form der irischen Wortes cathair (was in einigen Regionen der Insel Steinfort bedeutet). 
Das aus dem Karstgestein des Burren errichtete Caher oder Dun liegt in einer Abgrenzung aus Feldmauern und ist annähernd gestreckt D-förmig gestaltet, mit einer stellenweise noch vier Meter hohen Mauer und einem Durchmesser von etwa 25 m. Es hat eine zwei Meter breite Türöffnung und die Innenwand ist terrassiert. Das Trockenmauerwerk ist unregelmäßig und zeigt Zeichen aufeinander folgender Umbauten. Die prominente Situation des Caher deutet eine kultische Funktion an. Anlagen dieser Art stammen aus der Eisenzeit.